# Jesse James (acteur)
Jesse James (Palm Springs (Californië), 14 september 1989) is een Amerikaans acteur en filmproducent.

## Carrière
James begon in 1997 met acteren in de televisieserie Walker, Texas Ranger. Hierna heeft hij nog meerdere rollen gespeeld in televisieseries en films zoals As Good as It Gets (1997), Pearl Harbor (2001), The Butterfly Effect (2004) en Jumper.

## Filmografie

### Films
Uitgezonderd korte films.
- 2023 Lonesome Soldier - als advocaat
- 2020 Cheer Squad Secrets - als Marley Pickett
- 2018 Hide in the Light - als Todd
- 2017 The Lucky Man - als eerwaarde Johnny Jones
- 2015 The Hollow One - als Matt Hoffman
- 2014 Wishin' and Hopin' - als Chino
- 2012 Dead Souls – als Johnny Petrie
- 2012 The Last Ride – als Silas
- 2011 Exodus Fall – als Kenneth Minor
- 2010 Bones – als Derrick
- 2008 Jumper – als jonge Mark
- 2008 The Flyboys – als Jason McIntyre
- 2007 Company Man – als Andrew
- 2006 The Darkroom – als J-Dawg
- 2005 The Amityville Horror – als Billy Lutz
- 2004 The Butterfly Effect – als Tommy (13 jaar)
- 2003 Fear of the Dark – als Ryan Billings
- 2002 Slap Her, She's French! – als Randolph Grady
- 2001 Pearl Harbor – als jonge Rafe
- 2001 Blow – als jonge George
- 2001 Bailey's Mistake – als Dylan Donovan
- 2000 Hanging Up – als Jesse Marks
- 1999 A Dog of Flanders – als jonge Nello
- 1999 Message in a Bottle – als Jason Osborne
- 1998 The Gingerbread Man – als Jeff Magruder
- 1998 Gods and Monsters – als Michael Boone
- 1997 As Good as It Gets – als Spencer Connelly

### Televisieseries
Uitgezonderd eenmalige gastrollen.
- 2013 - 2019 TMI Hollywood - als diverse karakters - 38 afl.
- 1997 Walker, Texas Ranger – als Jeb Wilson – 2 afl.

### Filmproducent
- 2017 The Lucky Man - film
- 2015 The Hollow One – film
- 2010 History of the Chopper - documentaire
- 2008 Manifest Destiny – korte film

- Biblioteca Nacional de España: XX1792538
- Bibliothèque nationale de France: cb141899006 (data)
- Gemeinsame Normdatei: 1081390506
- International Standard Name Identifier: 0000 0001 1438 7638
- Library of Congress Control Number: no2006037201
- Virtual International Authority File: 16974219
- WorldCat: E39PBJvmJGKxY8jHFJFtDQV3cP